# Guerre afcharido-ottomane
La guerre ottomane-perse de 1730-1735 ou guerre ottomane-iranienne de 1730-1735 est un conflit entre les forces de l'Iran safavide et celles de l'Empire ottoman qui s'est déroulé de 1730 à 1735. Après que le soutien ottoman eut échoué à maintenir les envahisseurs afghans Ghilzai sur le trône perse, les possessions ottomanes en Perse occidentale, qui leur avaient été accordées par la dynastie Hotaki, risquaient d'être réincorporées à l'Empire perse nouvellement ressuscité. Le talentueux général safavide, Nader, lance aux Ottomans un ultimatum de retrait, que les Ottomans choisissent d'ignorer. Une série de campagnes s'ensuivit, chaque camp prenant l'avantage dans une succession d'événements tumultueux qui s'étendirent sur une demi-décennie. Finalement, la victoire perse à Yeghevard incite les Ottomans à demander la paix et à reconnaître l'intégrité territoriale et l'hégémonie perse sur le Caucase.

## Événements
Au printemps 1730, Nader attaqua les Ottomans et regagne la plupart des territoires perdus lors de l'effondrement du gouvernement safavide à la fin des années 1720. Les Afghans Abdali qui avaient été soumis lors d'une campagne précédente, se rebellent et assiégent Mashhad, obligeant Nader à suspendre sa campagne et à sauver son frère, Ebrahim, qui était pris au piège à Mashhad. Il fallut quatorze mois à Nader pour vaincre les Afghans Abdali, qui opposèrent une résistance acharnée.
Les relations entre Nader et le Shah s'étaient dégradées, ce dernier devenant jaloux des succès militaires de son général. Alors que Nader est absent à l'est, Tahmasp tente de s'affirmer en lançant une campagne téméraire pour reprendre Erevan. Il finit par perdre tous les gains récents de Nader au profit des Ottomans et signe un traité cédant la Géorgie et l'Arménie en échange de Tabriz. Nader estime que le moment est venu d'écarter Tahmasp du pouvoir. Il dénonce le traité et cherche à obtenir le soutien populaire pour une guerre contre les Ottomans. À Ispahan, Nader soûle Tahmasp et le montre aux courtisans, leur demandant si un homme dans un tel état est apte à gouverner. En 1732, il contraint Tahmasp à abdiquer en faveur du fils cadet du Shah, Abbas III, dont Nader devient le régent.
Nader pensait pouvoir récupérer les territoires d'Arménie et de Géorgie en s'emparant de la ville ottomane de Bagdad et en l'offrant en échange des provinces perdues, mais son plan a mal tourné lorsque son armée a été mise en déroute par le général ottoman Topal Osman Pacha près de la ville en 1733. Nader décide alors de reprendre l'initiative au plus vite pour sauver sa position, car des révoltes éclatent déjà en Perse. Il affronte à nouveau Topal, le bat et le tue. Il assiège ensuite Gandja dans les provinces du nord, ce qui lui vaut une alliance russe contre les Ottomans. Nader remporte une grande victoire sur une force ottomane supérieure lors de la bataille de Yeghevārd et à l'été 1735, l'Arménie et la Géorgie lui reviennent. En mars 1735, il signe un traité avec les Russes à Gandja par lequel ces derniers acceptent de retirer toutes leurs troupes du territoire persan,.

## Conséquences
Le succès des campagnes de Nader fut tel que son prestige influence de nombreuses élites perses, et il profite de l'occasion pour renverser les Safavides et établir sa propre dynastie, la dynastie Afsharide. La campagne suivante de Nader le conduit à Qandahar où il renverse une fois pour toutes la dynastie Hotaki de la tribu Ghilzai avant d'envahir la dynastie musulmane sunnite d'origine étrangère du nord-ouest de l'Inde. Nader lance également sa première campagne contre les Lezgis pendant la guerre perso-ottomane de 1730-1735[réf. nécessaire].